# Tinodes twilus
Tinodes twilus är en nattsländeart som beskrevs av Donald G. Denning 1975. Tinodes twilus ingår i släktet Tinodes och familjen tunnelnattsländor. Inga underarter finns listade i Catalogue of Life.